# 비트겐슈타인 (영화)
비트겐슈타인(Wittgenstein)은 영국에서 제작된 데릭 저먼 감독의 1993년 드라마 영화이다. 클랜시 처세이 등이 주연으로 출연하였고 터릭 알리 등이 제작에 참여하였다.

## 출연

### 주연
- 클랜시 처세이
- 질 발콘

### 조연
- 샐리 덱스터
- 지나 마쉬
- 바냐 델 보고
- 벤 스캔틀버리
- 하워드 술리
- 데이비드 라드지노빅
- 잔 라덤-코에닉

## 제작진
- 의상: 샌디 파웰